# Poemat heroikomiczny
Poemat heroikomiczny – utwór literacki, opierający się na połączeniu podniosłego stylu wypowiedzi z błahą, przyziemną tematyką, co tworzy efekt komiczny. Nawiązuje do gatunku eposu bohaterskiego (dlatego bywa również nazywany antyepopeją), jednak nie ma zazwyczaj na celu ośmieszenia tego gatunku literackiego, a wykorzystanie jego formy ma jedynie służyć wzmocnieniu efektu komicznego i zwróceniu uwagi na poruszane problemy.
Nazwa gatunku po raz pierwszy użyta została w 1622 roku w języku włoskim (poema eroicomico) przez Alessandra Tassoniego jako podtytuł jego poematu Wiadro porwane. Z włoskiego w 1660 przeniknęło do języka francuskiego, a później także do innych języków.

## Dzieje gatunku
Poemat heroikomiczny ukształtował się w starożytnej Grecji. Za pierwowzór gatunku uważa się Batrachomyomachię (wojna żab z myszami), powstałą ok. V w. p.n.e. Utwór ten wzorowany był na kompozycji Iliady i ośmieszał postacie bogów, angażujących się w walki pomiędzy zwierzętami tak, jak angażowali się w walki herosów w eposach. Tradycja błędnie przypisała autorstwo poematu Homerowi. W starożytności powstały również inne poematy heroikomiczne, m.in. Margites, Arachnomachia (wojna pomiędzy pająkami) oraz Psaromachia (wojna szpaków).
Tradycja poematu heroikomicznego ożyła ponownie w XVI wieku, za sprawą popularnego utworu Teofila Folengi pt. Moscheae Facetus liber in tribus divisus et tractans de cruento certamine Muscarum et Formicarum z 1521 roku, opowiadającego o wojnie much z mrówkami. Najbujniej gatunek rozwija się w wiekach XVII i XVIII. Zmiany te pojawiły się przede wszystkim za sprawą poematu Tassoniego pt. Wiadro porwane, opowiadającego o wojnie Modeńczyków i Bolończyków, toczonej o wiadro, którą ci pierwsi uprowadzili z Bolonii w 1325 roku. Akcja służy m.in. przedstawieniu satyrycznych portretów przedstawicieli ówczesnego mieszczaństwa i arystokracji oraz nawiązaniu do problemów z ówczesnej włoskiej rzeczywistości społecznej. Wprowadzone przez Tassoniego innowacje w gatunku, wykorzystali kolejni twórcy poematów heroikomicznych, m.in. Paul Scarron (autor trawestacji Eneidy pt. Le Virgile travesti z 1648–1652), Nicolas Boileau (autor Pulpitu opowiadającego o sporze kapituły kościelnej z organistą) oraz Voltaire (autor Dziewicy Orleańskiej, stanowiącej parodię życiorysu Joanny d’Arc).
W literaturze angielskiej występowały dwie odmiany poematu heroikomicznego. Pierwsza z nich, nazywana hudibrastic, ukształtowała się pod wpływem utworu Samuela Butlera pt. Hudibras. Druga – pod wpływem utworu Aleksandra Pope’a pt. Pukiel włosów ucięty.
W Polsce poemat heroikomiczny uprawiali m.in. Paweł Zaborowski (Batrachomyomachia albo Żabomysza wojna, 1588), Jan Achacy Kmita (Spitamegeranomachia, 1595), Ignacy Krasicki (Myszeida, Monachomachia, Antymonachomachia) oraz Tomasz Kajetan Węgierski (Organy, 1775-1777).
Czerpiąc z stylu wysokiego dzieł klasycystycznych, poematy heroikomiczne tworzyli również romantycy wileńscy. W przeciwieństwie do np. Monachomachii Krasickiego istotą ich utworów nie był dydaktyzm, lecz komizm. Do dzieł takich należą m.in: Zgon Tabakiery Tomasza Zana (poemat na temat walki snów z tabakierą), Na śmierć szpaka Jana Czeczota (w formie elegii) czy Kartofla Adama Mickiewicza (poemat na temat ziemniaka).
Żywotność poematu heroikomicznego jako gatunku, skończyła się wraz z żywotnością eposu.
Poematy heroikomiczne często były pisane przy użyciu tej samej formy wersyfikacyjnej, co parodiowane eposy, czyli na przykład oktawą.